# Butterfly Knoll
Der Butterfly Knoll (englisch für Schmetterlingshügel) ist ein rund 900 m hoher Nunatak im ostantarktischen Coatsland. In der Gruppe der La-Grange-Nunatakker der Shackleton Range ragt er 7 km südwestlich des Mount Beney auf.
Luftaufnahmen entstanden 1967 durch die United States Navy an. Der British Antarctic Survey nahm zwischen 1968 und 1971 Vermessungen vor. Das UK Antarctic Place-Names Committee benannte den Nunatak 1972 so, da er in der Aufsicht in seiner Form einem Schmetterling ähnelt.